# مجلس تنسيق إدارة تغير المناخ وإدارة الهواء (تركيا)
مجلس تنسيق إدارة تغير المناخ وإدارة الهواء ( (بالتركية: İklim Değişikliği ve Hava Yönetimi Koordinasyon Kurulu)‏ ) هي وكالة حكومية في جمهورية تركيا، مسؤولة عن تنسيق سياسة مكافحة تلوث الهواء في تركيا وتغير المناخ في تركيا ؛ يترأس اجتماعات مجلس الإدارة وزير البيئة والتخطيط العمراني .

## تغير المناخ
في عام 2018، تم تقديم تقرير يحدد خيارات سياسة سوق الكربون لتركيا إلى مجلس الإدارة.

## الانتقاد

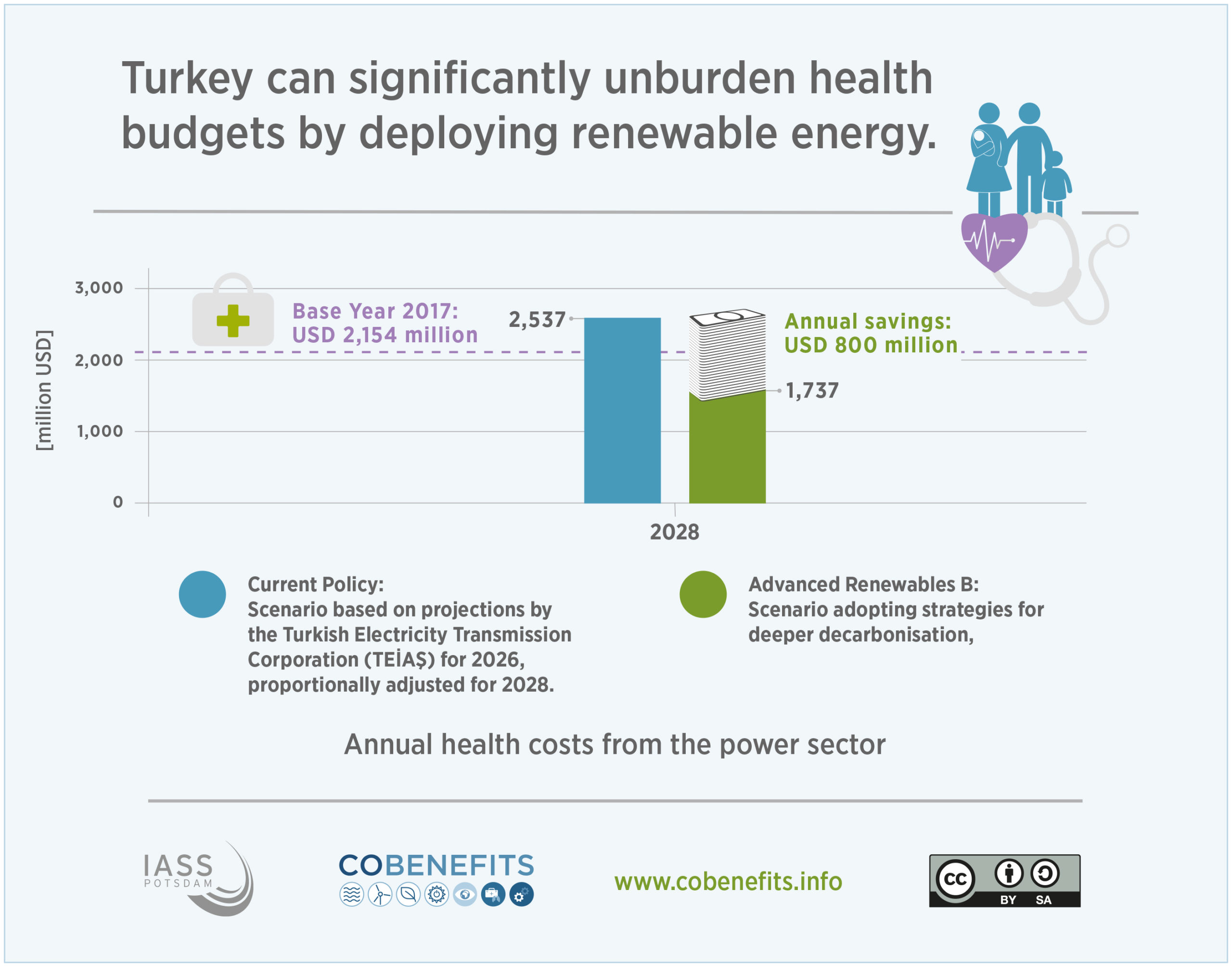
الطاقة المتجددة تقلل التكاليف الصحية في تركيا

اعتبارًا من عام 2019، لم تشارك وزارة الصحة بنشاط في إصدار تصاريح للمنشآت الصناعية، مثل محطات الطاقة التي تعمل بالفحم، والتي تسبب الوفيات بسبب تلوث الهواء.
على الرغم من تمثيل وزارة الطاقة في مجلس الإدارة، انتقدت المفوضية الأوروبية في عام 2018 عدم وجود تنسيق بين سياسة تغير المناخ وسياسة الطاقة في تركيا . اعتبارًا من February 2019 لا تزال سياسة الطاقة تتضمن تعدين المزيد من الفحم  ودعم محطات الطاقة التي تعمل بالفحم. اعتبارًا من عام 2022، قرارات مجلس الإدارة ليست ملزمة.
على الرغم من تنسيق وزارتي الصحة والزراعة مع بعضهما البعض، لا يوجد اتفاق رسمي بين الصحة والطاقة أو النقل اعتبارًا من عام 2022.